# ميدان تيترالنايا
ميدان تيترالنايا أو ميدان المسرح (بالروسية: Театральная площадь) هو الميدان الرئيسي لمدينة روستوف-نا-دونو بروسيا، يقع في «مقاطعة لينينسكي».

## تاريخ
ما بين 1920 و1930، كانت تسمى هذه المنطقة ساحة (Revolutsionnaya). بعد بناء مسرح مكسيم غوركي روستوف-نا-دونو، غيرت الساحة اسمها إلى تيترالنايا.
يوجد بالميدان النصب التذكاري المخصص لمحرري روستوف-نا-دونو، الذي أقيم بمناسبة الذكرى الأربعين للنصر في الحرب الوطنية العظمى. النصب التذكاري عبارة لوحة تذكارية بطول يبلغ ارتفاعه 72 متراً، مع صورة مذهبة للإلهة اليونانية نيكه، التي ترتدي ثوباً مقاوماً للماء.
يوجد بجانب مبنى المسرح مجموعة من النوافير صممها المهندس المعماري يفغيني فوتشيتيتش.

## صور

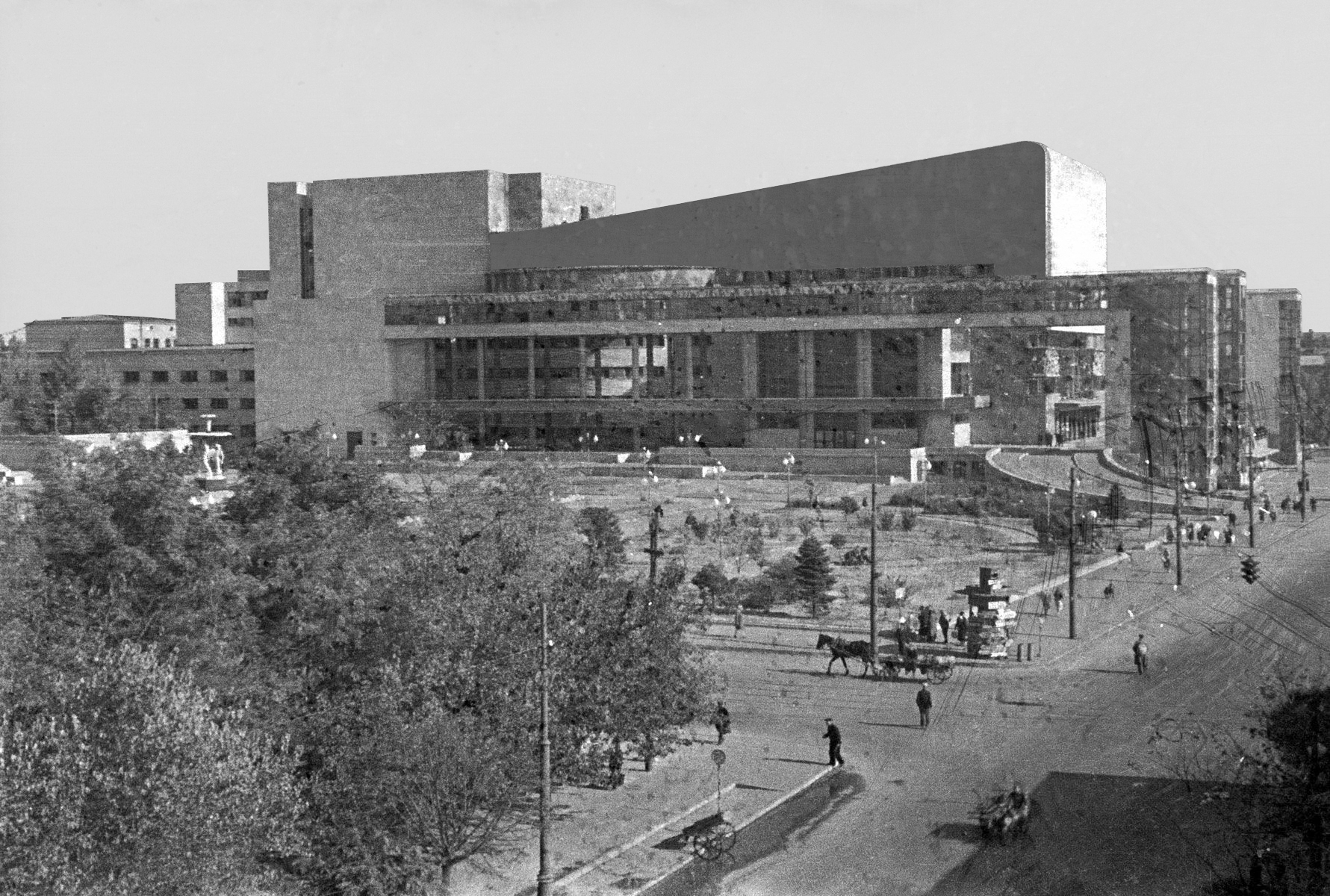
منظر لميدان تيترالنايا في عام 1942
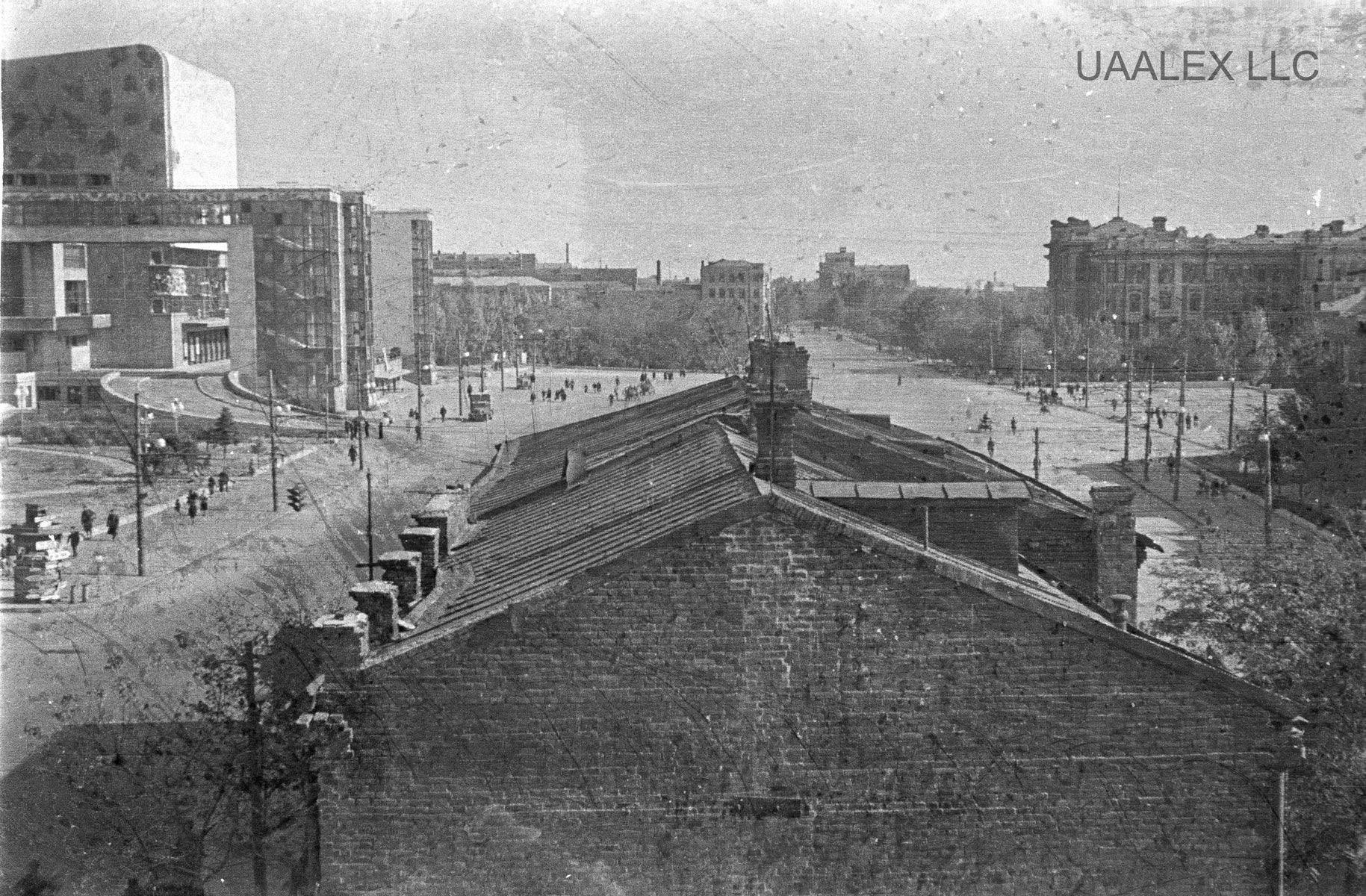
منظر آخر لميدان تيترالنايا في عام 1942
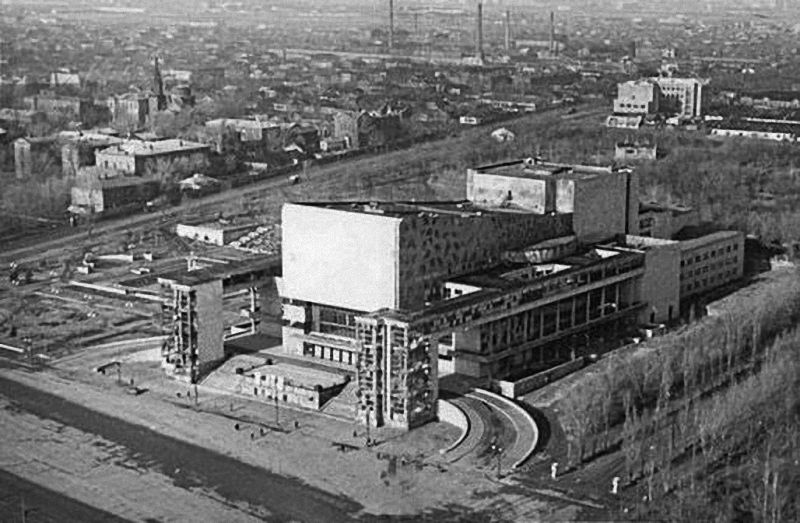
منظر لمسرح الدراما في عام 1942
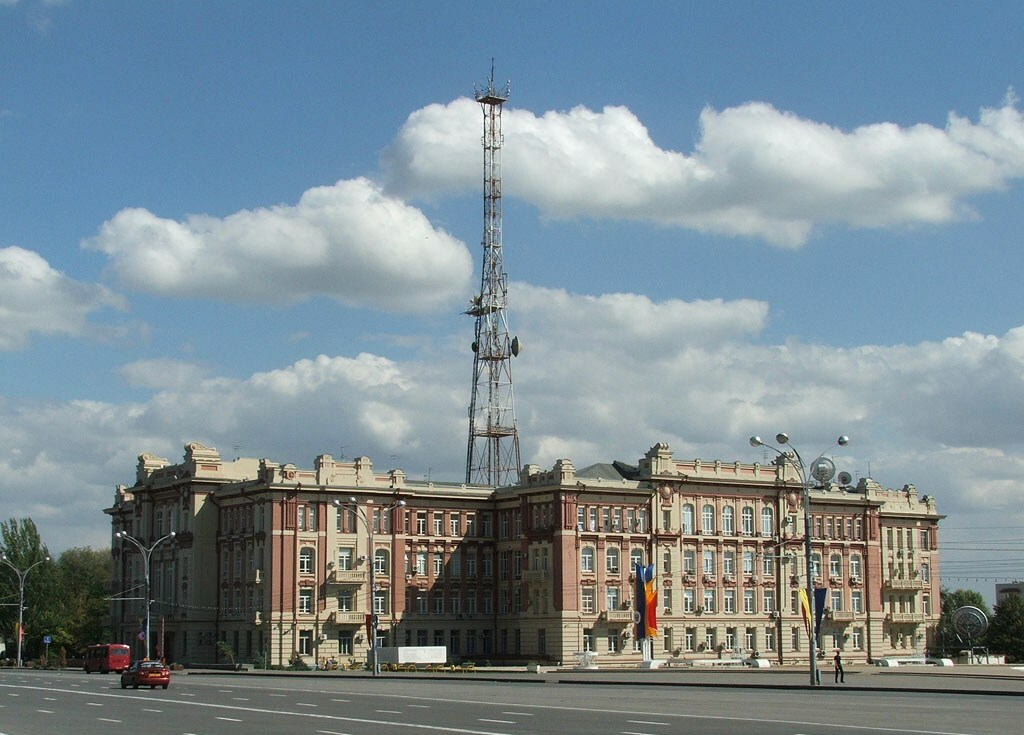
المديرية الرئيسية لسكة حديد شمال القوقاز